# Carlos Saura León
Carlos Saura León (Palma, 1988) és un polític balear, diputat al Parlament de les Illes Balears en la IX legislatura.
És llicenciat en humanitats per la Universitat Pompeu Fabra amb l'especialitat de filosofia, i màster en filosofia contemporània per la Universitat de Granada. Ha hagut de treballar per guanyar-se la vida en diverses feines relacionades amb el sector de l'hoteleria.
En 2015 va ser escollit secretari general de Podem a Palma i fou elegit diputat com a número 3 de la llista de Podem a Mallorca a les eleccions al Parlament de les Illes Balears de 2015. És secretari de la comissió d'afers europeus i president de la comissió de control sobre la Radiotelevisió de les Illes Balears.